# 김태호 (희극인)
김태호(1967년 ~ 2018년 6월 17일)는 대한민국의 코미디언이다. 2018년 6월 17일 전라북도 군산시의 한 유흥주점에서 발생한 화재로 사망하였다.